# Casa Botines
Casa Botines (zgrajena 1891-1892) je modernistična stavba v španskem Leónu, ki jo je zasnoval Antoni Gaudí. Trenutno je v njej muzej, posvečen Gaudiju, španski umetnosti 19. in 20. stoletja in zgodovini same stavbe.
Potem ko je bila zgrajena za podjetje s tkaninami, je bila prilagojena za sedež lokalne hranilnice (najprej imenovana Caja León, kasneje Caja España’).

## Zgodovina
Medtem ko je Gaudí dokončeval gradnjo škofovske palače Astorga, mu je njegov prijatelj in pokrovitelj, Eusebi Güell priporočil, naj zgradi hišo v središču Leóna. Simón Fernández in Mariano Andrés, lastnika podjetja, ki je od Güella kupovalo tkanine, sta Gaudíju naročila gradnjo stanovanjske stavbe s skladiščem.
Leta 1929 je hranilnica v Leónu, Caja España, zgradbo kupila in prilagodila svojim potrebam, ne da bi spremenila Gaudijev prvotni projekt. Leta 2010 se je banka združila z drugimi podobnimi institucijami kot del španskega odziva na gospodarsko krizo.
Ime stavbe ima nekoliko zapleteno zgodovino: leta 1834 je katalonski trgovec Juan Homs y Botines v Leónu ustanovil trgovino s tkaninami Casa Botines. Z dedovanjem po nečakinji je bila konec 19. stoletja v rokah dveh partnerjev, Mariano Andrés González-Luna in Simón Fernández Fernández. Kljub zamenjavi lastništva je trgovina s sukancem obdržala ime Casa Botines. To se ni spremenilo, ko se je podjetje leta 1892 preselilo v današnjo ‘’Casa Botines. Pozneje je bilo ime preneseno na stavbo. Prvotni ustanovitelj podjetja Juan Homs y Botines nima nobene zveze s stavbo.

## Načrtovanje
Mariano Andrés González-Luna in Simón Fernández Fernández sta leta 1886 od skupnosti dedičev okrog vojvode Ucede Francisca de Borja Téllez-Giróna in Fernándeza de Velascoja pridobila skoraj 2400 m² veliko trapezoidno gradbeno parcelo, ki je bila takrat na obrobju , kjer je že bila sosednja Palacio de Los Guzmanes prodana mestu. Nakupna cena gradbene parcele je bila 17.000 pezet.
Projekt se je začel s silovito pravno bitko, saj so se sosedje uprli razvoju prej nepozidanega zemljišča. Sporno je bilo tudi, kako daleč je posest segala do Plaza de San Marcelo. Pravni spor se je končal s sodno odločbo leta 1890, ki je lastnikoma Mariano Andrés González-Luna in Simón Fernández Fernández prisodila spornih 800 kvadratnih metrov.
Mariano Andrés González-Luna († 1911) in Simón Fernández Fernández († 1893) sta poleg tekstilne dejavnosti skupaj vodila tudi zastavljalnico in bančništvo. Imela sta poslovne odnose s Katalonijo. Predstavljala sta na primer banco Hispano-Colonial iz Barcelone, ki jo je ustanovil Marqués de Comillas, tast Eusebija Güella, Gaudijevega glavnega pokrovitelja. Tako je prišlo do stika, zaradi katerega je bil Antoni Gaudí izbran za gradnjo nove stanovanjsko-poslovne stavbe na Plaza de San Marcelo. To mu je bilo toliko lažje, ker je hkrati (1889-1893) delal na škofovski palači v sosednji Astorgi. Arhitekt je načrte za Casa Botines dokončal decembra 1891.

### Gradnja
Gradnja se je začela 4. januarja 1892. V Leónu je bilo malo kvalificiranih delavcev, ki bi zgradili takšno hišo, vendar so bili kamnoseki, ki so delali na obnovi stolnice. Nadaljnje težave so bile tudi pri gradbenem nadzoru. In Gaudí je imel hkrati v Barceloni veliko opravka, zato je redko zahajal na gradbišče in poskušal čim več narediti pisno. Na kraju je deloval predvsem njegov delovodja Claudi Alsina. Konec koncev je trajalo le 10 mesecev, da je delo dokončal, tako da je bila hiša novembra 1892 pripravljena za vselitev. Na koncu del, 15. novembra 1893, je bila nameščena slika svetega Jurija z zmajem.

### Razvrstitev
V skladu s prvotno uporabo so bile pisarne, skladiščni in prodajni prostori v polkletnih prostorih in v pritličju. Zgornja nadstropja so vsebovala apartmaje višjega razreda: dva apartmaja partnerjev sta bila v prvem nadstropju in po štiri stanovanja v dveh naslednjih nadstropjih. Oskrbnikovo stanovanje je bilo v preurejeni mansardi. Podstrešje je dvonadstropno, saj ima streha ustrezno višino.
Zaradi oblike nepremičnine je tloris stavbe rahlo trapezen s štirimi različnimi dolžinami fasade: severna fasada 35,5 m, južna fasada 28,5 m, vzhodna fasada 25 m in zahodna fasada 20 m. Glavni vhod je na Plaza de San Marcelo. Danes je to vhod v muzej. Tu so obiskovalci prišli v prodajno sobo in pisarne. Vhod na nasprotni strani stavbe je služil kot dostop do skladišča. Stranski vhodi so vodili do stanovanj.

## = Izvedba
V pritličju in polkleti je stavba v notranjosti naslonjena na 28 stebrov iz litega železa s premerom 20  cm. Na ta način sta obe ravni postali dvorani, ki sta zajemali skoraj celotno nadstropje. To je omogočilo maksimalno prostorsko uporabo, naravno osvetlitev celotne sobe in dobro izmenjavo zraka. Nastala mreža 12 × 8 je povzročila 96 modulov, ki jih je bilo mogoče ločiti s stenami ali sestaviti, odvisno od tega, kako so bila območja uporabljena.

### Zunanjost
Za videz stavbe so značilni masivni apnenčasti zidovi, katerih klesanci ji dajejo rustikalen, trdnjavski in "zgodovinski" značaj. Dejansko imajo nekatere od teh "obrambnih" sestavin praktične funkcije: jarek, ki obdaja stavbo, se uporablja tudi za polno dnevno svetlobo prostorov v kleti. Tam so tudi vogalni stolpi, ki osvetljujejo vogalne prostore. Iz fasade štrlijo štirje valjasti vogalni stolpi, nameščeni na konzolah Imajo stožčaste konice, prekrite s skrilavcem, vsaka pa ima vetrolov z malteškim križem. Streha je tudi prekrita s skrilavcem. Hiša je obdana z jarkom, ki je na ulici zavarovan s kovanimi rešetkami. Večina oken je gotskih, razen v stolpih. Sicer pa fasada poudarja vodoravnost z dobro označenimi venci. Glavni vhod so krasila kovana vrata z levjo figuro, poklon mestu. Nad temi vrati je 2,9 m visoka skulptura svetega Jurija z zmajem, ki ga je zasnoval Llorenç Matamala, kamnosek pa ga je na mestu izklesal. Vzorec za lik svetnika je bil sam Matamala, za zmaja pa en od [fbruhalnik]]ov iz apside Sagrada Familia v Barceloni. Prvotni kip je leta 1956 zamenjala replika. Nad tem kipom je ura.

### Notranjost
V nasprotju z gotskim slogom fasade je notranjost popolnoma moderna v secesijskem slogu, z omarami, vitraji, sgraffitom in železnimi deli, kot so ograje in ročaji. V pritličju so vitražna okna, ki prikazujejo prizore iz Leóna - enajstkrat ponovljeni - grb Leóna, prizori iz industrije, trgovine, dela in kmetijstva.
Svetlobni jaški potekajo po stavbi navpično. Svetlobo prejemajo iz šestih velikih oken na strehi.

## Spomeniška zaščita
24. avgusta 1969 je bila Casa Botines z odlokom Sveta ministrov razglašena za španski kulturni spomenik. Vpisana je v register nepremičnih kulturnih spomenikov pod številko RI-51-0003826.
V samopredstavitvi fundacije je navedeno, da je Caja España prejela nagrado Europa Nostra za prenovo, izvedeno od leta 1992 do 1996. Vendar na njihovi domači strani ni podatkov o tem.

## Muzej
V muzeju Gaudí Casa Botines je razstava o delu Gaudíja in Casa Botines, zlasti v pritličju. Poleg tega je mogoče obiskati dve zgornji stanovanjski etaži: eno nadstropje je opremljeno s predmeti iz časa, ko je bila zgrajena, drugo nadstropje se uporablja kot galerija slik. Tu so med drugim prikazana dela Ramona Casas i Carbó, Joaquína Sorolla, Federica de Madrazo y Kuntz in Antoni Tàpiesa.

## Zanimivost
Casa Botines je eno od treh del, ki jih je Antoni Gaudí ustvaril zunaj Katalonije. Ostali sta škofovska palača Astorga in vila Quijano v Kantabriji.